# Guy La Chambre
Guy La Chambre est un homme politique français, né le 5 juin 1898 à Paris et mort le 25 mai 1975 à Neuilly-sur-Seine (Hauts-de-Seine). Avocat de profession, il fut ministre avant et plus brièvement après-guerre, député d'Ille-et-Vilaine (1928 à 1942 puis 1951 à 1958), maire de Saint-Servan (1932 à 1940) puis maire de Saint-Malo (1947 à 1965).

## Biographie

### Jeunesse et études
Guy La Chambre est le fils de Charles Auguste La Chambre (1861-1937), qui fut député d'Ille-et-Vilaine, et le petit-fils de Charles Émile La Chambre (1816-1907), armateur malouin  qui fit fortune dans l'importation de guano puis banquier parisien et député d'Ille-et-Vilaine. Son épouse, Marie de Chabaud-Latour, est la fille du baron de Chabaud-Latour (1839-1910), militaire puis député du Cher (dont le père, le général Chabaud-Latour, fut ministre de Mac Mahon). Elle est la cousine germaine de l'explorateur François Balsan.
Après sa scolarité au lycée Condorcet et au lycée Louis-le-Grand, il suit ses études à la faculté de droit de Paris.

### Parcours professionnel
Il s'engage volontairement durant la Première Guerre mondiale dès ses 18 ans. Il est gazé sur le front en 1917 et obtient la croix de guerre 1914-1918 pour sa participation aux offensives de la Somme et de la Champagne. Il devient secrétaire interallié de la commission des pays rhénans après la fin de la guerre. 
De 1920 à 1921, il est sous-chef du cabinet d'Aristide Briand à la présidence du Conseil. Avocat au barreau de Paris, il est secrétaire de la Conférence des avocats du barreau de Paris en 1923.
Le 30 septembre 1934, il se bat en duel avec l'avocat et monarchiste parisien Jacques Renouvin sur l'hippodrome de Marville à Saint-Malo qu'il blesse au bras droit. Celui-ci, ne supportant pas la repression du gouvernement dont était alors membre Guy La Chambre contre les émeutes du 6 février 1934 l'avait provoqué quelques jours plus tôt en lui administrant deux claques avec ses gants dans une rue de Saint-Servan.

### Carrière politique
Conseiller général pour le canton de Dinard de 1930 à 1940 et maire de Saint-Servan de 1932 à 1940, il est élu député d'Ille-et-Vilaine le 22 avril 1928, obtenant sa réélection en 1932 et 1936. Il est maire de Saint-Servan, commune limitrophe de Saint-Malo de 1932 à 1940.
Il est plusieurs fois ministre dans les gouvernements de Camille Chautemps, Léon Blum et Édouard Dalladier. En juillet 1940 il vote les pleins pouvoirs au maréchal Pétain. Il est incarcéré par le régime de Vichy, accusé d'être un des responsables de la défaite, comme ministre de l'Air, et est jugé lors procès de Riom en 1942, procès qui n'aboutira pas. 
Après guerre, il est réélu député puis en 1951 et 1956. Pierre Mendès France l'appelle dans son gouvernement où il devient Ministre chargé des Relations avec les États associés. Il est battu aux élections législatives de 1958.
Il est membre de la Gauche indépendante, puis du Parti radical-socialiste et enfin du Centre national des indépendants et paysans. 
Il est maire de Saint-Malo de 1947 à 1965 dont il lance la reconstruction la ville intra-muros ayant été détruite à plus de 85% lors de sa libération. Il ne se représente pas à la mairie en 1965. Dans les années 60, il n'est pas favorable à la fusion de Saint-Malo avec les villes voisines de Saint-Servan et Paramé qui se fera après son départ en 1967.
Il meurt le 25 mai 1975 à Neuilly-sur-Seine à presque 77 ans. Il est inhumé dans le caveau familial au cimetière de Rocabey à Saint-Malo au coté de son épouse, morte 4 ans plus tôt et de ses parents.
Il fait don du château de la Briantais à l'Association diocésaine de Rennes à sa mort (la commune de Saint-Malo en fait l'acquisition en 1999).
Une place porte son nom dans la cité corsaire, à hauteur de la porte Saint-Vincent.

### Vie privée
Guy La Chambre épousa la chanteuse Cora Madou en 1938 qui mit fin à sa carrière après leur mariage.

## Fonctions et mandats

### Fonctions nationales
- Député d'Ille-et-Vilaine de 1928 à 1940 comme indépendant de gauche ou radical, puis de 1951 à 1958 comme indépendant.
- Sous-secrétaire d'État à la Guerre du 18 décembre 1932 au 21 janvier 1933
- Sous-secrétaire d'État à la présidence du Conseil du 31 janvier 1933 au 24 octobre 1933
- Sous-secrétaire d'État à la Guerre du 26 octobre 1933 au 27 janvier 1934
- Ministre de la Marine Marchande du 30 janvier 1934 au 7 février 1934
- Ministre de l'Air du 18 janvier 1938 au 21 mars 1940 dans les gouvernements Camille Chautemps, Léon Blum et Édouard Daladier.
- Ministre d'État chargé des relations avec les États associés du 2 septembre 1954 au 23 février 1955 dans le gouvernement Pierre Mendès France.

### Fonctions locales
- Conseiller général du canton de Dinard de 1929 à 1940 puis de 1951 à 1958,
- Maire de Saint-Servan de 1932 à 1940,
- Maire de Saint-Malo de 1947 à 1965.

## Décorations

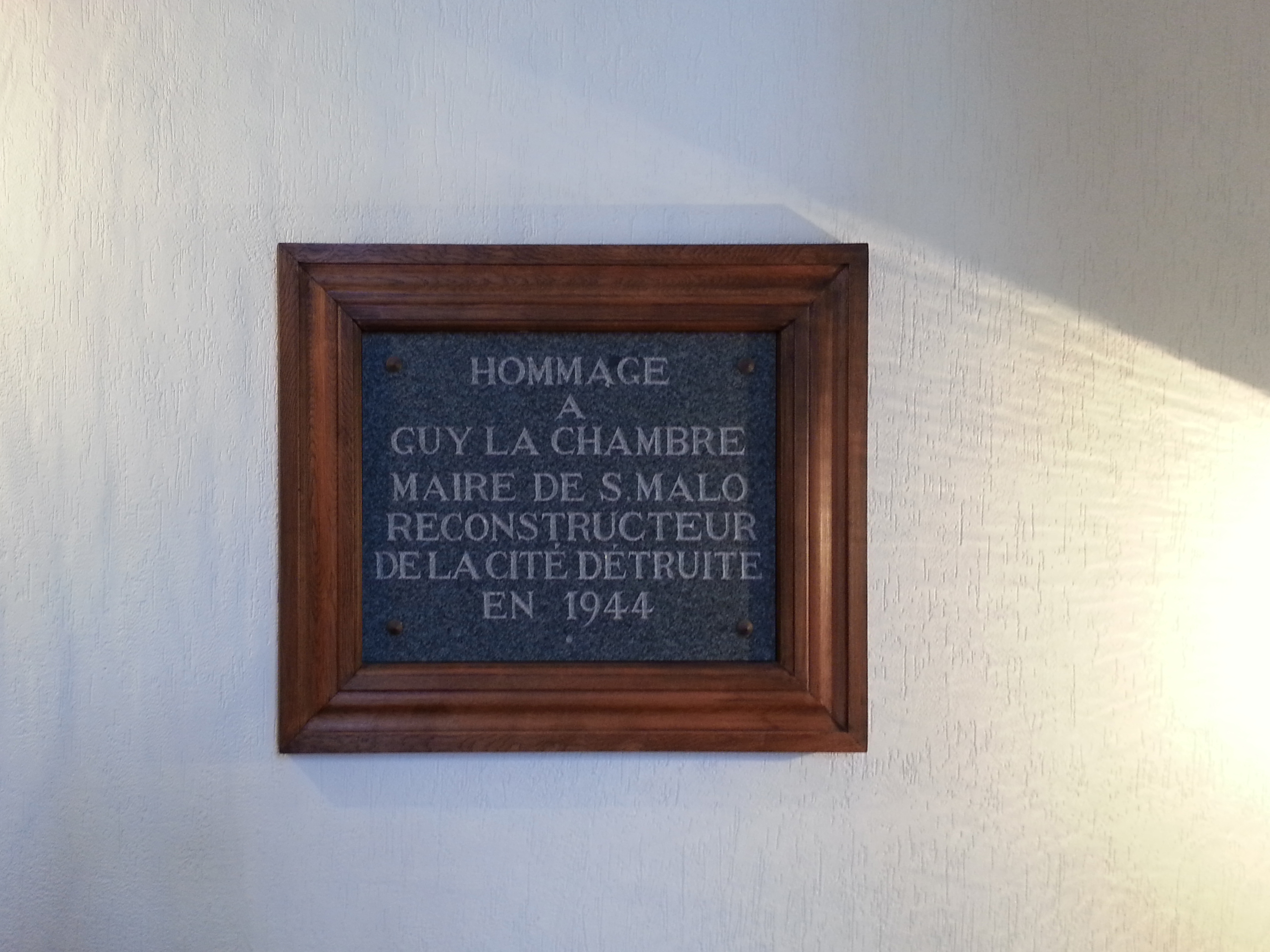
Plaque en hommage à Guy La Chambre.

- Officier de la Légion d'honneur
- Croix de guerre 1914-1918
- Commandeur de l'ordre du Mérite maritime, de droit en tant que ministre de la Marine marchande[4].